# Rugby Europe International Championships 2022/2023
Rugby Europe International Championships 2022/2023 – siódma edycja rozgrywek organizowanych przez Rugby Europe, w których triumfator sięga po tytuł mistrza Europy tej organizacji.

## Format rozgrywek
Zgodnie z komunikatem ogłoszonym przez Rugby Europe pod koniec poprzedniego sezonu, nową edycję zorganizowano w znowelizowanym kształcie. Podobnie jak w poprzednich edycjach rywalizujące zespoły podzielono na grupy Championship, Trophy, Conference (podgrupy 1 i 2) oraz – potencjalnie – Development League zgodnie z miejscami zajętymi w sezonie 2021/2022. Niemniej najwyższy poziom rozgrywkowy powiększono z sześciu do ośmiu drużyn, które podzielono na dwie podgrupy. W nich rywalizacja miała odbywać się w jednomeczowym systemie każdy z każdym, po którym nastąpić miała faza pucharowa – dwie wyżej sklasyfikowane drużyny z każdej podgrupy trafiały do półfinałów, a dalej (w zależności od wyniku) do półfinału lub finału. Podobnie drużyny sklasyfikowane na dwóch niższych miejscach w każdej grupie rozgrywać miały własną fazę pucharową o miejsca 5–8. Trwające wykluczenie reprezentacji Rosji z powodu wojny rosyjsko-ukraińskiej sprawiło, że do rozgrywek na poziomie Championship dopuszczono aż trzy najlepsze drużyny Trophy z poprzedniego sezonu – Belgia, Polska i Niemcy.
W niższych grupach nie przewidziano większych zmian w porównaniu do poprzednich rozgrywek. Na drugim poziomie, w grupie Trophy rywalizację miało rozpocząć pięć zespołów (zamiast sześciu). Na poziomie Conference drużyn miało być łącznie 18 (w tym dywizje 1. i 2. liczące odpowiednio 10 i 8 drużyn podzielonych dodatkowo na grupy północną i południową). W momencie ogłaszania komunikatu we wrześniu 2022 roku wciąż niepotwierdzony był start najniższego poziomu, Development League.
W komunikacie Rugby Europe wskazano, że kwestia awansów i spadków z poziomu Championship rozstrzygana będzie w cyklu dwuletnim. Nie informowano o zmianach w tym zakresie dotyczących niższych poziomów, które dotąd decydowały się corocznie – najlepsza drużyna rozgrywek Develompent League awansowała do dywizji 2. poziomu Conference. Zastępowała tam zespół z ostatniego miejsca w łącznej tabeli grup północnej i południowej. Dalej najlepsza ekipa z każdej z grup dywizji 2. awansowała do dywizji 1. kosztem ostatniej drużyny tam sklasyfikowanej. Z kolei zwycięzcy obu grup dywizji 1. rywalizowali w bezpośrednim pojedynku o awans na poziom Trophy, z którego spadała drużyna najsłabsza.
Ostatecznie już po zakończeniu zawodów Rugby Europe ogłosiło zmiany w formacie rozgrywek dotyczące szczególnie poziomu Conference i Development League, wskutek czego najsłabsza drużyna Trophy zachowała swoje miejsce na drugim  poziomie a pozostałe drużyny z niższych dywizji przed nową edycją zmagań podzielono według nowych kryteriów.

## Rugby Europe Championship

### Grupa A
|   | Drużyna   | Mecze | Wygrane | Remisy | Przegrane | Bilans punktów | Różnica | Punkty dodatkowe | Punkty |
| - | --------- | ----- | ------- | ------ | --------- | -------------- | ------- | ---------------- | ------ |
| 1 | Gruzja    | 3     | 3       | 0      | 0         | 156:23         | +133    | 3                | 15     |
| 2 | Hiszpania | 3     | 2       | 0      | 1         | 63:75          | −12     | 1                | 9      |
| 3 | Holandia  | 3     | 1       | 0      | 2         | 61:97          | −36     | 0                | 4      |
| 4 | Niemcy    | 3     | 0       | 0      | 3         | 55:140         | −85     | 1                | 1      |

|           | Gruzja | Hiszpania | Holandia | Niemcy |
| --------- | ------ | --------- | -------- | ------ |
| Gruzja    |        |           |          | 75:12  |
| Hiszpania | 3:41   |           | 28:20    |        |
| Holandia  | 8:40   |           |          |        |
| Niemcy    |        | 14:32     | 29:33    |        |

### Grupa B
|   | Drużyna    | Mecze | Wygrane | Remisy | Przegrane | Bilans punktów | Różnica | Punkty dodatkowe | Punkty |
| - | ---------- | ----- | ------- | ------ | --------- | -------------- | ------- | ---------------- | ------ |
| 1 | Portugalia | 3     | 3       | 0      | 0         | 157:40         | +117    | 3                | 15     |
| 2 | Rumunia    | 3     | 2       | 0      | 1         | 143:70         | +73     | 2                | 10     |
| 3 | Polska     | 3     | 1       | 0      | 2         | 51:147         | −96     | 0                | 4      |
| 4 | Belgia     | 3     | 0       | 0      | 3         | 37:131         | −94     | 1                | 1      |

|            | Belgia | Polska | Portugalia | Rumunia |
| ---------- | ------ | ------ | ---------- | ------- |
| Belgia     |        |        |            | 5:56    |
| Polska     | 21:15  |        | 3:65       |         |
| Portugalia | 54:17  |        |            | 38:20   |
| Rumunia    |        | 67:27  |            |         |

### Faza pucharowa

#### O miejsca 1–4
|  | Półfinały  | Półfinały  |    |         | Finał        | Finał |  |
|  |            |            |    |         |              |       |  |
|  |            |            |    |         |              |       |  |
|  | Gruzja     | 31         |    |         |              |       |  |
|  | Rumunia    | 7          |    |         |              |       |  |
|  |            |            |    |         |              |       |  |
|  |            |            |    |         |              |       |  |
|  |            |            |    |         | Gruzja       | 38    |  |
|  |            | Portugalia | 11 |         |              |       |  |
|  |            |            |    |         |              |       |  |
|  |            |            |    |         |              |       |  |
|  |            |            |    |         | o 3. miejsce |       |  |
|  |            |            |    |         |              |       |  |
|  | Portugalia | 27         |    | Rumunia | 31           |       |  |
|  | Hiszpania  | 10         |    |         | Hiszpania    | 25    |  |

#### O miejsca 5–8
|  | Półfinały | Półfinały |    |        | o 5. miejsce | o 5. miejsce |  |
|  |           |           |    |        |              |              |  |
|  |           |           |    |        |              |              |  |
|  | Holandia  | 31        |    |        |              |              |  |
|  | Belgia    | 19        |    |        |              |              |  |
|  |           |           |    |        |              |              |  |
|  |           |           |    |        |              |              |  |
|  |           |           |    |        | Holandia     | 50           |  |
|  |           | Niemcy    | 28 |        |              |              |  |
|  |           |           |    |        |              |              |  |
|  |           |           |    |        |              |              |  |
|  |           |           |    |        | o 7. miejsce |              |  |
|  |           |           |    |        |              |              |  |
|  | Polska    | 18        |    | Belgia | 18           |              |  |
|  | Niemcy    | 23        |    |        | Polska       | 17           |  |

## Rugby Europe Trophy
|   | Drużyna    | Mecze | Wygrane | Remisy | Przegrane | Bilans punktów | Różnica | Punkty dodatkowe | Punkty |
| - | ---------- | ----- | ------- | ------ | --------- | -------------- | ------- | ---------------- | ------ |
| 1 | Szwajcaria | 4     | 4       | 0      | 0         | 205:72         | +133    | 3                | 19     |
| 2 | Ukraina    | 4     | 2       | 0      | 2         | 117:135        | −18     | 1                | 9      |
| 3 | Szwecja    | 4     | 2       | 0      | 2         | 82:139         | −57     | 1                | 9      |
| 4 | Litwa      | 4     | 1       | 0      | 3         | 97:122         | −25     | 3                | 7      |
| 5 | Chorwacja  | 4     | 1       | 0      | 3         | 100:133        | −33     | 1                | 5      |

|            | Chorwacja | Litwa | Szwajcaria | Szwecja | Ukraina |
| ---------- | --------- | ----- | ---------- | ------- | ------- |
| Chorwacja  |           |       | 33:32      |         | 22:27   |
| Litwa      | 37:39     |       |            | 15:18   | 39:20   |
| Szwajcaria |           | 45:6  |            |         |         |
| Szwecja    | 37:17     |       | 12:69      |         |         |
| Ukraina    |           |       | 32:59      | 38:15   |         |

## Rugby Europe Conference

### Dywizja 1

#### Grupa północna
|   | Drużyna    | Mecze | Wygrane | Remisy | Przegrane | Bilans punktów | Różnica | Punkty dodatkowe | Punkty |
| - | ---------- | ----- | ------- | ------ | --------- | -------------- | ------- | ---------------- | ------ |
| 1 | Czechy     | 4     | 4       | 0      | 0         | 151:41         | +110    | 4                | 20     |
| 2 | Luksemburg | 4     | 2       | 0      | 2         | 56:56          | 0       | 2                | 10     |
| 3 | Mołdawia   | 4     | 2       | 0      | 2         | 69:67          | +2      | 2                | 10     |
| 4 | Łotwa      | 4     | 2       | 0      | 2         | 57:93          | −36     | 1                | 9      |
| 5 | Węgry      | 4     | 0       | 0      | 4         | 42:119         | −77     | 1                | 1      |

|            | Czechy | Luksemburg | Łotwa      | Mołdawia   | Węgry      |
| ---------- | ------ | ---------- | ---------- | ---------- | ---------- |
| Czechy     |        | 28:0 (wo.) |            | 39:13      |            |
| Luksemburg |        |            |            | 28:0 (wo.) | 28:0 (wo.) |
| Łotwa      | 7:43   | 28:0 (wo.) |            |            |            |
| Mołdawia   |        |            | 28:0 (wo.) |            | 28:0 (wo.) |
| Węgry      | 21:41  |            | 21:22      |            |            |

#### Grupa południowa
|   | Drużyna  | Mecze | Wygrane | Remisy | Przegrane | Bilans punktów | Różnica | Punkty dodatkowe | Punkty |
| - | -------- | ----- | ------- | ------ | --------- | -------------- | ------- | ---------------- | ------ |
| 1 | Izrael   | 4     | 3       | 0      | 1         | 115:62         | +53     | 2                | 14     |
| 2 | Bułgaria | 4     | 3       | 0      | 1         | 113:83         | +30     | 1                | 13     |
| 3 | Cypr     | 4     | 2       | 0      | 2         | 136:87         | +49     | 2                | 11     |
| 4 | Malta    | 4     | 2       | 0      | 2         | 101:85         | +16     | 2                | 10     |
| 5 | Słowenia | 4     | 0       | 0      | 4         | 43:191         | −148    | 0                | 0      |

|          | Bułgaria | Cypr  | Izrael | Malta      | Słowenia |
| -------- | -------- | ----- | ------ | ---------- | -------- |
| Bułgaria |          |       | 34:15  |            | 39:19    |
| Cypr     | 35:17    |       | 21:22  |            |          |
| Izrael   |          |       |        | 28:0 (wo.) | 50:7     |
| Malta    | 14:23    | 41:24 |        |            |          |
| Słowenia |          | 7:56  |        | 10:46      |          |

### Baraż o miejsce w RE Trophy
| 27 maja 202314:00 CEST (UTC+02:00) | Czechy | 64:19(28:12) | Izrael | Stadion Josefa Kohouta, Říčany Widzów: 1000 Sędzia: Ethan Glass |
| 27 maja 202314:00 CEST (UTC+02:00) |        | 64:19(28:12) |        | Stadion Josefa Kohouta, Říčany Widzów: 1000 Sędzia: Ethan Glass |

### Dywizja 2

#### Grupa północna
|   | Drużyna   | Mecze | Wygrane | Remisy | Przegrane | Bilans punktów | Różnica | Punkty dodatkowe | Punkty |
| - | --------- | ----- | ------- | ------ | --------- | -------------- | ------- | ---------------- | ------ |
| 1 | Finlandia | 3     | 3       | 0      | 0         | 84:32          | +52     | 2                | 14     |
| 2 | Dania     | 3     | 2       | 0      | 1         | 53:51          | +2      | 2                | 8      |
| 3 | Andora    | 3     | 1       | 0      | 2         | 59:62          | −3      | 1                | 5      |
| 4 | Norwegia  | 3     | 0       | 0      | 3         | 19:70          | −51     | 0                | 0      |

|           | Andora | Dania | Finlandia | Norwegia |
| --------- | ------ | ----- | --------- | -------- |
| Andora    |        |       | 23:31     | 26:6     |
| Dania     | 25:10  |       |           |          |
| Finlandia |        | 31:6  |           | 22:3     |
| Norwegia  |        | 10:22 |           |          |

#### Grupa południowa
|   | Drużyna              | Mecze | Wygrane | Remisy | Przegrane | Bilans punktów | Różnica | Punkty dodatkowe | Punkty |
| - | -------------------- | ----- | ------- | ------ | --------- | -------------- | ------- | ---------------- | ------ |
| 1 | Serbia               | 3     | 3       | 0      | 0         | 125:18         | +107    | 3                | 15     |
| 2 | Bośnia i Hercegowina | 3     | 2       | 0      | 1         | 57:71          | −14     | 0                | 8      |
| 3 | Czarnogóra           | 3     | 1       | 0      | 2         | 44:106         | −62     | 1                | 5      |
| 4 | Turcja               | 3     | 0       | 0      | 3         | 43:74          | −31     | 1                | 1      |

|                      | Bośnia i Hercegowina | Czarnogóra | Serbia | Turcja |
| -------------------- | -------------------- | ---------- | ------ | ------ |
| Bośnia i Hercegowina |                      |            | 12:40  | 25:13  |
| Czarnogóra           | 18:20                |            |        | 26:24  |
| Serbia               |                      | 62:0       |        |        |
| Turcja               |                      |            | 6:23   |        |